# Quatre Tibétains de Rugby

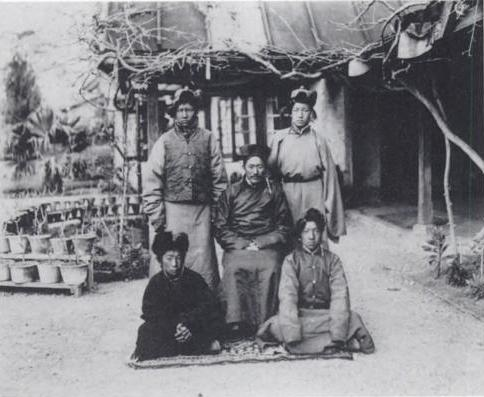
Lungshar et les quatre étudiants tibétains à Gangtok, Sikkim, juste avant leur départ.

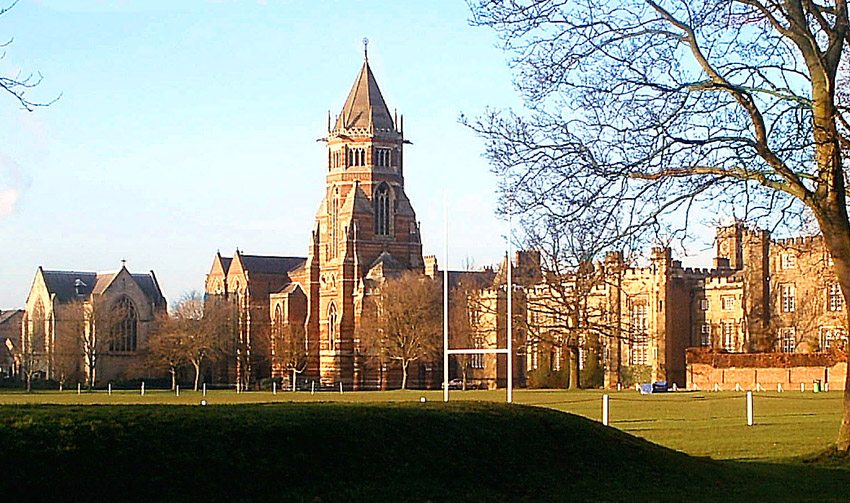
Photo du collège de Rugby

Les « quatre Tibétains de Rugby » (« the four Rugby boys ») sont, dans les années 1910, quatre jeunes Tibétains qui devaient être éduqués dans la public school de Rugby en Grande-Bretagne puis suivre une formation professionnelle dans un domaine scientifique ou technique particulier avant de rentrer au Tibet afin de constituer l'avant-garde des modernisateurs du pays. Lungshar, un conseiller du 13e dalaï-lama, avait été chargé d'accompagner, en 1913, ces quatre jeunes gens (W. N. Kyipuk, K. K. Möndro, S. G. Gokharwa et R. D. Ringang). Ayant appris beaucoup lui aussi lors de son séjour, il modernisa l'armée à son retour. 
Pour Lhalu Tsewang Dorje, un des fils de Lungshar, « l'expérience ne [fut] pas un franc succès », pour l'historien Peter Hopkirk, elle fut une réussite partielle. Pour Robert W. Ford, un opérateur radio britannique au Tibet, Ringang est le seul qui eût réussi au Tibet, en construisant une station hydroélectrique et une ligne électrique jusqu'à Lhassa. Pour l'historien Alastair Lamb, les jeunes diplômés furent par la suite incapables ou empêchés de contribuer de façon notable au développement du Tibet.
Selon le 14e dalaï-lama, ils firent un excellent travail à leur retour. L'un (Ringang) mit en place un réseau électrique dans une partie de Lhassa, et un autre (Kyipup) une liaison télégraphique entre Gyantsé et Lhassa. 

## L’expérience

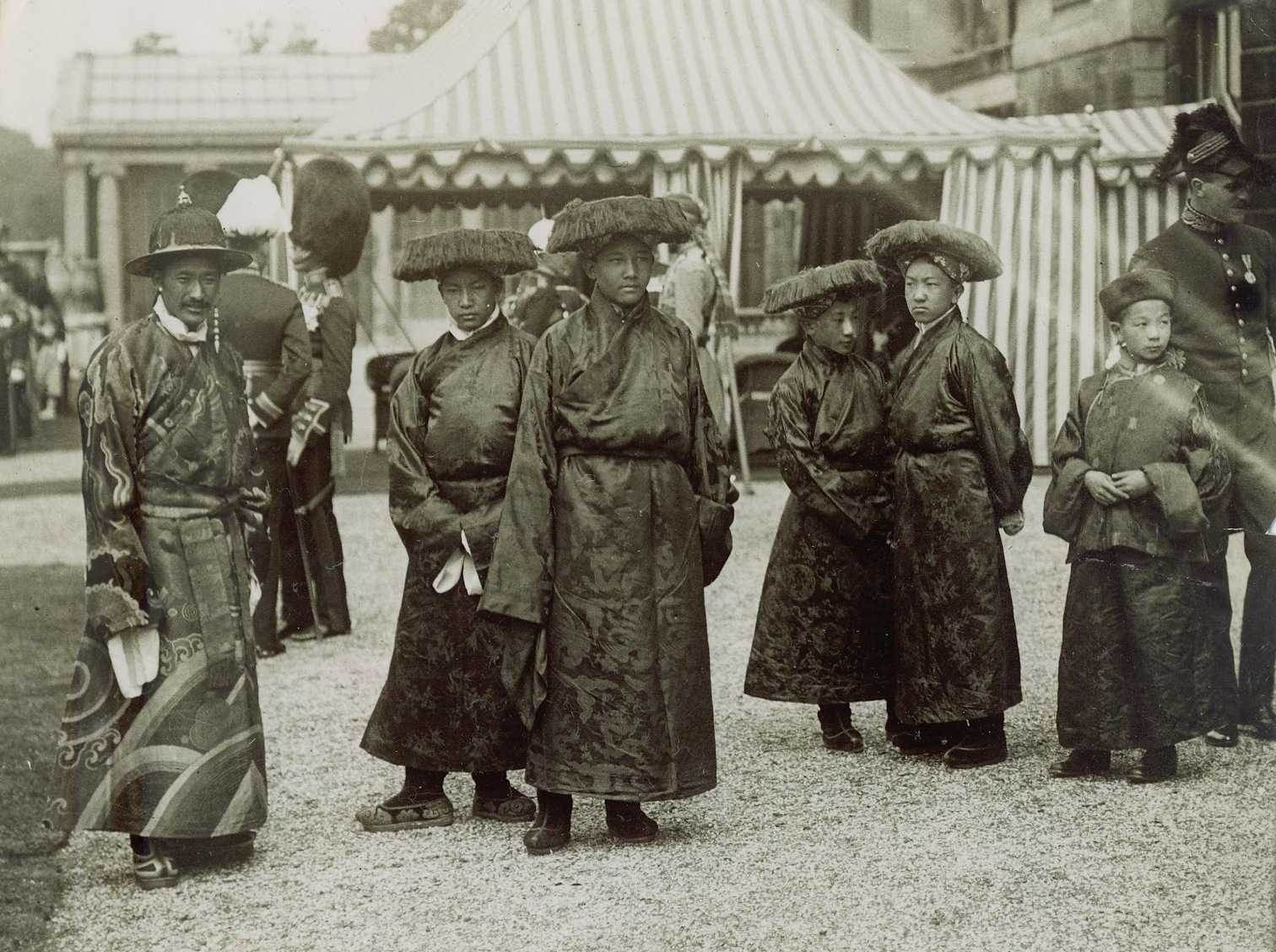
Lungshar, Möndro, Ringang, Kyibu II et Gongkar au palais de Buckingham le 28 juin 1913 après avoir été reçus en audience par le roi George V

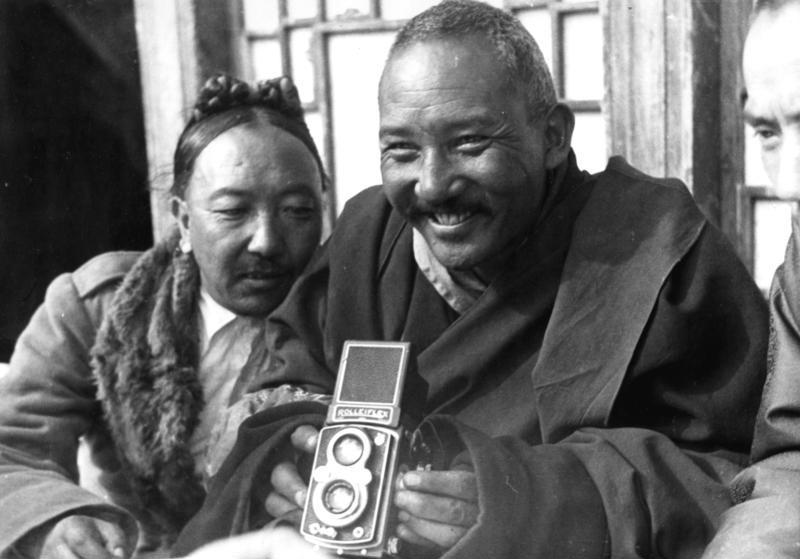
Möndro (à droite) et Kyipup en 1939

En août 1912, le 13e dalaï-lama demanda à ce qu’un certain nombre de « fils de bonne famille, vigoureux et intelligents »,  reçoivent une éducation hors pair en Angleterre. Les jeunes gens choisis se retrouvèrent à l’agence commerciale britannique à Gyantsé, accompagnés d’un de ses conseillers, Lungshar. Il s’agissait de W. N. Kyipup, âgé de 16 ans, K. K. Möndro (un moine), 17 ans, S. G. Gokharwa, 16 ans, et R. D. Ringang, 11 ans. Le gouvernement indien décida que Basil Gould, qui était sur le point de rentrer en Angleterre, les accompagnerait pendant la durée du trajet et les aiderait pendant les premières semaines de leur séjour en Angleterre en avril 1913.
Lungshar était aussi accompagné de sa femme, de Laden La, un policier sikkimais, et du fils de ce dernier, Sonam Topge, et de deux serviteurs. 
Dès le départ, les Britanniques trouvèrent Lungshar plutôt embêtant. Alors qu'en théorie il n'était guère plus que le chaperon des enfants, dans les faits il se considérait comme ambassadeur tibétain itinérant.
Le 28 juin, Lungshar fut reçu, avec les quatre garçons, par le roi George V et la reine Mary de Teck, ainsi que par les principaux ministres. Il leur remit des cadeaux de la part du 13e dalaï-lama et en reçut en échange,. 
Les quatre jeunes Tibétains s’installèrent à Farnham, dans le Surrey, où ils commencèrent à apprendre l’anglais sous la houlette de l’école Berlitz tandis que l'épouse de Lungshar parvenait à séduire l'un d'entre eux, Gongkar. Après avoir exclu les écoles de Harrow, Eton et Wellington, et le collège de Cheltenham  (lequel devait accueillir trois fils du président chinois Yuan Shikai), leurs hôtes britanniques décidèrent de les envoyer étudier à Rugby.

### W. N. Kyipup

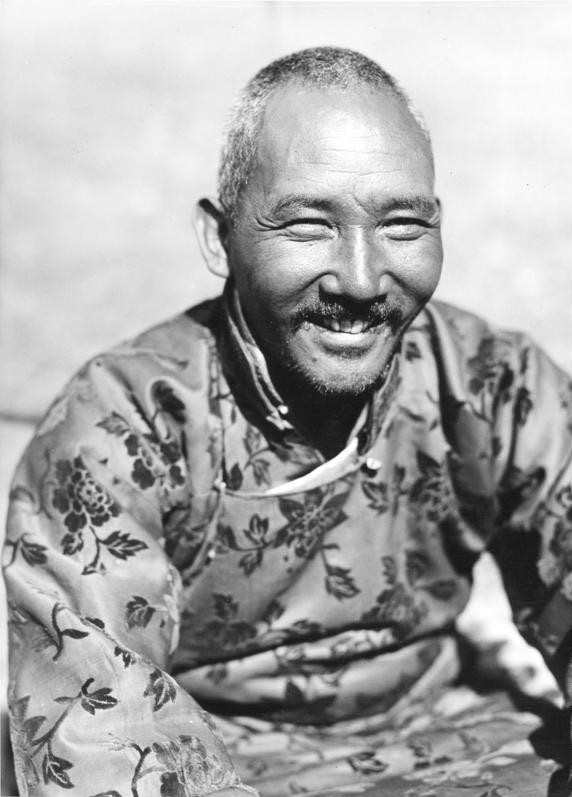
Möndro en 1939

Né en 1896, Wangdu Norbu Kyipup avait étudié la télégraphie, l'arpentage et la cartographie et, à son retour au Tibet en 1917, s'était vu confier la tâche de développer le réseau télégraphique. Martin Brauen précise qu'il installa une ligne télégraphique entre Gyantsé et Lhassa, permettant au Tibet de communiquer avec le reste du monde. Selon Lhalu Tsewang Dorje, il n'aurait pas réussi dans les télégraphes, et fut affecté au  poste de magistrat ou maire de Lhassa, à celui de chef de la police. Il servit aussi au Bureau des Affaires étrangères du Tibet, où il aurait notamment fait office d'interprète et de guide pour les visiteurs anglophones, et il lut aussi les nouvelles en tibétain à Radio Lhassa.

### K. K. Möndro
Né en 1897, Khenrab Kunzang Möndro étudia l'ingénierie minière aux houillères de Grimethorpe (en) dans le sud du Yorkshire, et la minéralogie à Camborne dans les Cornouailles. À son retour en 1917, il se lança dans la prospection minière. Accusé de déranger les esprits et de gâter les récoltes, il finit par renoncer. Cependant, en 1922, il se remit à chercher de l'or au Tibet avec un Britannique, sir Henry Hubert Hayden (1869–1923), dont l'intervention avait été sollicitée par le gouvernement tibétain pour la prospection de mines. Il devint ensuite l'interprète personnel du 13e dalaï-lama et occupa, en 1923, le poste de chef de la police de Lhassa. Plus tard cependant, il fut rétrogradé au niveau d'agent de sixième rang et envoyé à Ngari comme dzongpön de Rudok. En 1930, il fut rappelé à Lhassa pour représenter les habitants de Rudok. Il fut également conservateur des objets sacrés au Norbulingka et au Potala et nommé mipön (maire) du village de Shöl.

### S. G. Gokharwa
Sonam Gompo Gokharwa (ou Gongkar) alla à l'académie militaire de Woolwich puis suivit une formation d'officier auprès de l'armée de l'Inde britannique car on comptait sur lui pour réorganiser l'armée tibétaine. Pour des raisons politiques, il fut affecté à un poste frontière du Kham. Selon David Macdonald, Gongkar serait tombé amoureux d'une jeune Anglaise et aurait voulu l'épouser mais permission de convoler en justes noces lui aurait été refusée par le 13e dalaï-lama. Selon Alastair Lamb, Gongkar succomba, encore jeune, à une pneumonie en 1917, privant l'armée tibétaine de l'expérience qu'il avait acquise,. Selon K. Dhondup, un historien tibétain, il est retourné au Tibet en mars 1919 et est mort de la malaria en novembre 1919 à Lhassa.

### R. D. Ringang

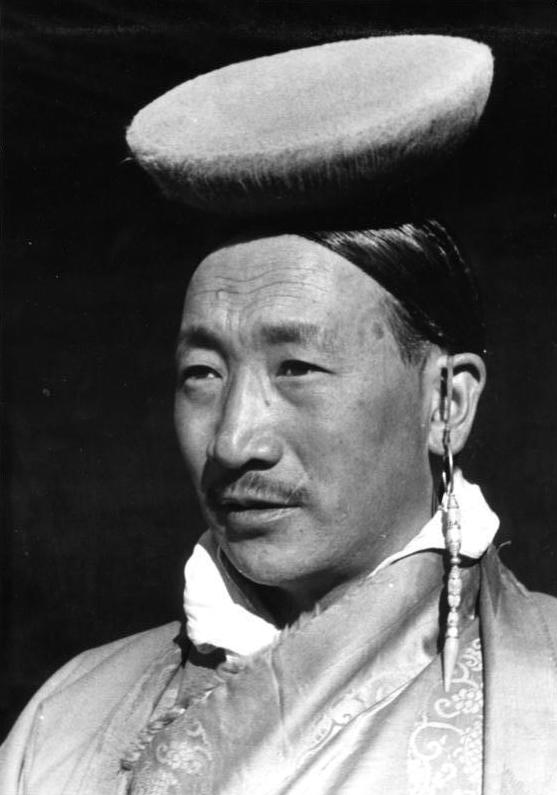
Ringang en 1939

Né en 1904 et le plus jeune des quatre, Rinzin Dorji Ringang était resté plus longtemps en Angleterre et avait fait des études de génie électrique à l'université de Londres et à celle de Birmingham avant de rentrer au pays en 1924. Il construisit, dans la vallée de Dodé, la première centrale hydroélectrique du Tibet à partir d'équipements acheminés depuis l’Angleterre et posa une ligne électrique jusqu'à la ville et au palais d'été du dalaï-lama, une entreprise colossale pour un Tibétain. Hormis pendant les mois d'hiver où la rivière gelait, la centrale fournissait de l'électricité à la ville. En 1935, il fonda également Drapchi Lekhung, une usine hydroélectrique située à Drapchi près de Lhassa, alimentée par la centrale. Selon Robert W. Ford, après la mort de Ringang, la centrale de la vallée de Dodé ne fut plus entretenue faute d’argent,. Peter Aufschnaiter, un évadé autrichien arrivé à Lhassa le 15 janvier 1946, fut chargé par le gouvernement tibétain d'évaluer si l'ancienne centrale électrique pouvait être agrandie. À l'aide de Reginald Fox, qui en conçut les plans, Aufschnaiter construisit une centrale beaucoup plus performante que la précédente.

## Bilan

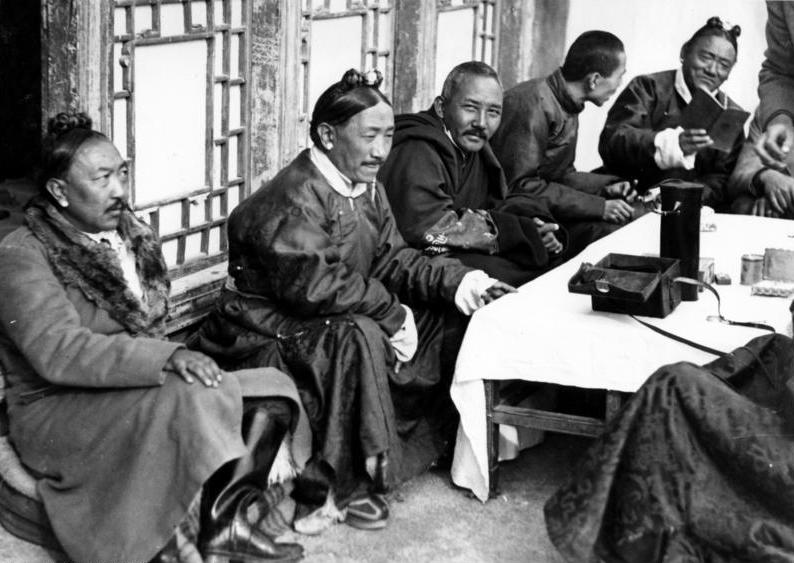
L'expédition allemande au Tibet reçoit trois anciens élèves de Rugby (de gauche à droite : Kyipup, Ringang, Möndro), ainsi que l'envoyé chinois Chang et Tsarong Dzasa (1939)

Pour le fils de Lungshar, Lhalu Tsewang Dorje, qui s'en ouvrit à l'opérateur radio britannique Robert W. Ford, « l'expérience n'[avait] pas été un franc succès ». Pour ce dernier, la faute n’en incombait pas entièrement aux anciens élèves tibétains de Rugby. Ringang est le seul qui eût réussi au Tibet, ayant construit une station hydroélectrique et établi une ligne électrique jusqu'à Lhassa et au Norbulingka. Pour Alastair Lamb, les deux autres élèves, Möndö et Kyipup, furent aiguillés sur une voie de garage par le pouvoir tibétain. 
Pour l'historien Peter Hopkirk, l'expérience fut une réussite partielle. Un fonctionnaire britannique déclara que ces enfants « étaient sortis du Tibet timides et frustes ; ils y revinrent parlant l'anglais à la perfection et faits aux usages du monde. »
Pour Alastair Lamb, l'apport des « quatre Tibétains de Rugby » au développement du Tibet fut minime et leur expérience ne rendit pas les Tibétains plus anglophiles pour autant. Elle ne fut pas renouvelée pendant les ultimes décennies de la présence britannique dans le sous-continent indien. L'une des raisons est que les parents ne souhaitaient pas envoyer leur enfant au loin, aussi, le gouvernement tibétain invita un éducateur britannique, Frank Ludlow, qui dirigea l'école anglaise de Gyantsé (1923 - 1926), .
Selon le 14e dalaï-lama, ils firent un excellent travail à leur retour. L'un d'eux (Ringang) mit en place un réseau électrique dans une partie de Lhassa, et un autre (Kyipup) une liaison télégraphique entre Gyantsé et Lhassa, raccordant ainsi Lhassa au réseau anglo-indien et au reste du monde. Lungshar lui-même apprit beaucoup lors de son séjour. À son retour, il commença à moderniser l'armée tibétaine. Il fut nommé ministre des finances après son retour en septembre 1914, puis commandant en chef de l'armée en 1925 ou 1929. 
Alex McKay, pour sa part, fait remarquer qu'avec leurs compatriotes qui avaient fait des études en Inde britannique ou à l'école anglaise de Gyantsé de Frank Ludlow, ils formaient un cercle grandissant de penseurs progressistes (en règle générale) dont la fréquentation était agréable pour les visiteurs européens et qui étaient considérés comme un important relais des idées occidentales.
En 1946, lorsque l'Autrichien Heinrich Harrer, évadé du camp britannique de Dehradun en Inde, gagna Lhassa, il ne restait plus qu'un seul des anciens élèves de Rugby, à savoir Kyipup, à l'époque haut responsable du bureau des affaires étrangères. Évoquant ce dernier, Peter Fleming le qualifie de « seul survivant d'une expérience sensée mais que les Tibétains ne parvinrent jamais à renouveler ».